# Le Silence des armes (téléfilm)

Le Silence des armes est un téléfilm français réalisé par Jean Prat en 1974, d'après le roman de Bernard Clavel, Le Silence des armes. Il a été diffusé pour la première fois le 28 janvier 1976.

## Synopsis
En France, pendant la guerre d'Algérie, un soldat, engagé volontaire, revient en permission dans son village natal du Jura. Il est profondément marqué par les atrocités vécues en Algérie et en plus, il est hanté par un sentiment de culpabilité à l'égard de ses parents disparus, qui désapprouvaient les choix de leur fils. Pour eux, toute guerre était un crime. Ainsi, le jeune homme tente de se raccrocher à sa vie passée.

## Fiche technique
- Réalisation : Jean Prat
- Adaptation : Bernard Clavel, d’après l’œuvre du même auteur
- Directeur de la photographie : Charlie Gaëta
- Musique : Betty Willemetz

## Distribution
- Marc Chapiteau : Jacques Fortier
- Maurice Garrel : Rémi Fortier, le père de Jacques
- Françoise Lugagne : Thérèse Fortier, la mère de Jacques
- Maurice Bourbon : Désiré
- Jenny Clève : Yvonne
- Jean-Pierre Bagot : Pierre Mignot
- Yves Pignot : le curé
- Jean-Louis Le Goff : le maire
- Alain Rolland : le vigneron
- Jean-Pierre Lituac : le notaire
- Régis Kadher : Djamil
- Louis Bugette : l'oncle Émile

## Critiques presse
Critique d'Alexandra Gauthier :
« Jean Prat touche là encore avec talent un sujet sensible, la désertion. »
Critique de Télé 7 jours :
« Un violent réquisitoire contre la guerre mis en scène avec rigueur par Jean Prat. »